# 亞塞拜然邊防部隊
阿塞拜疆邊防部隊是阿塞拜疆共和國的執法機構並負責保衛阿塞拜疆的國界和邊境。其邊防首長及邊防部隊指揮官為Elchin Guliyev中將。除阿塞拜疆邊防部隊外，阿塞拜疆亦另設其他準軍事執法部隊如阿塞拜疆共和國衛隊及阿塞拜疆內務部隊。

## 目標
阿塞拜疆邊防部隊的主要目標是保護共和國國界，打擊國際恐怖主義、非法移民和人口販運、走私、販毒、大規模殺傷性武器部件的擴散、保護石油和里海地區的天然氣平台和管道。 此外，阿塞拜疆邊防部隊的主要職責之一是防止外國軍隊或犯罪集團對阿塞拜疆共和國領土的軍事襲擊，保護人民、國家財產、私人財產免受這些軍事和其他行動的影響。

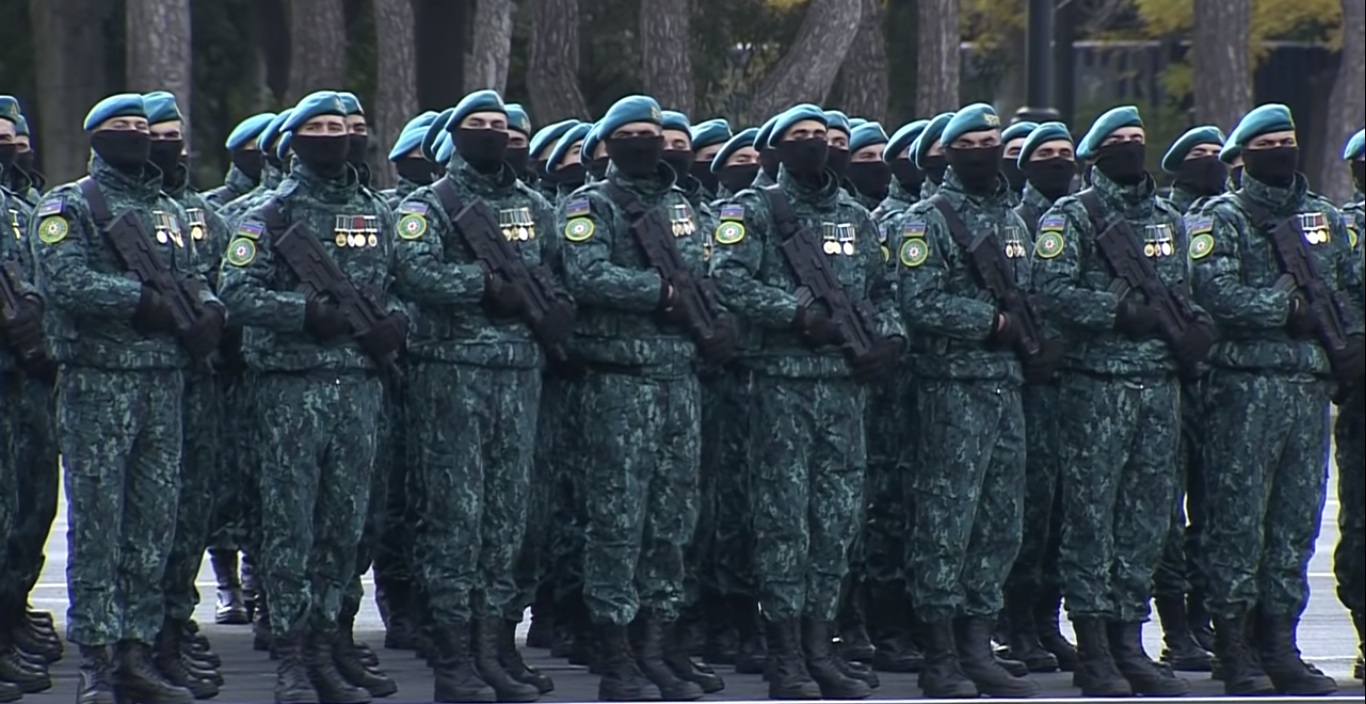
亞塞拜然邊防部隊在2020年巴庫勝利閱兵。

## 歷史
阿塞拜疆共和國《邊防部隊法》於1994年1月6日通過。除總統令、內閣決議以及國際和政府間條約外，邊防部隊法還包括阿塞拜疆共和國憲法、現行法律和其他立法法案。

## 資料來源
1. ↑  .   [2021-08-31]. （原始内容存档于2011-07-22）.
2. ↑  .   [2021-08-31]. （原始内容存档于2021-08-31）.